# Mucuna diabolica
Mucuna diabolica är en ärtväxtart som beskrevs av Keuchenius. Mucuna diabolica ingår i släktet Mucuna och familjen ärtväxter. Inga underarter finns listade i Catalogue of Life.